# Общность имущества
Общность имущества — совместное использование общего имущества какой-либо социальной группы членами этой группы. Это фактическое явление, а не юридическое понятие.
В первобытном обществе имущество в той или иной степени было общим (см. также статью Первобытный коммунизм).
Как пережиток первобытного общества у многих народов сохранялась сельская община, в которой землепользование было общим. При этом каждой семье выделялись отдельные наделы для обработки, но могли происходить переделы, пастбища же, как правило, использовались совместно (иногда все наделы после уборки урожая превращались в общее пастбище).
Общность имущества была принципом многих религиозных групп. Так, иудейская секта ессев во II в. до н. э. — I в. н. э. практиковала полную общность имущества. В «Деяниях апостолов» сказано про первых христиан: «Все же верующие были вместе и имели все общее: и продавали имения и всякую собственность, и разделяли всем, смотря по нужде всякого» (Деян. 2:44, 45), «У множества же уверовавших было одно сердце и одна душа; и никто ничего из имения своего не называл своим, но все было у них общее» (Деян. 4:32), «Не было между ними никого нуждающегося; ибо все, которые владели землями или домами, продавая их, приносили цену проданного и полагали к ногам Апостолов; и каждому давалось, в чём кто имел нужду» (Деян. 4:34, 35). Эти цитаты объясняются разными авторами различным образом. Часто эти фрагменты толкуются в том смысле, что существовало лишь что-то вроде «кассы взаимопомощи», куда желающие жертвовали милостыню, которая затем раздавалась нуждающимся вдовам и сиротам. Однако Н.Сомин не согласен с такой точкой зрения. В «Библейской энциклопедии Брокгауза» говорится, что в первых христианских общинах (Иерусалимская церковь) общность имущества не была закреплена каким-либо строгим уставом, которому автоматически подчинялся бы каждый вступивший в общину, а имущество передавалось её членами в общее пользование по их желанию.
В настоящее время общность имущества в той или иной степени практикуют различные коммуны, как религиозные (например, общины гуттеритов), так и нерелигиозные.